# Tamiris de Liz
Tamiris de Liz (ur. 18 listopada 1995) – brazylijska lekkoatletka specjalizująca się w biegach sprinterskich. 
W 2011 była szósta w biegu na 100 metrów podczas mistrzostw świata juniorów młodszych, a na mistrzostwach Ameryki Południowej juniorów zdobyła trzy złote medale (w biegach na 100 i 200 metrów oraz sztafecie 4 x 100 metrów. Na juniorskich mistrzostwach świata w Barcelonie (2012) zdobyła brązowe medale w biegu na 100 metrów oraz sztafecie 4 x 100 metrów. Jesienią 2012 wygrała bieg na 100 metrów podczas mistrzostw Ameryki Południowej juniorów młodszych. 
Rekordy życiowe: bieg na 100 metrów – 11,42 (11 lipca 2012, Barcelona); bieg na 200 metrów – 23,35 (24 września 2011, Medellín). Rezultat Brazylijki uzyskany w Medellín (23,35) jest rekordem Ameryki Południowej juniorów.